# Antoni Diògenes
Antoni Diògenes (en grec antic: Ἀντώνιος Διογένης, en llatí: Antonius Diogenes) fou un escriptor de l'antiga Grècia conegut com a autor d'una novel·la.
No se sap a quina època pertany: segons uns, va viure just després d'Alexandre el Gran, i segons altres, al segle ii o iii. Foci, que va fer un resum de la seva novel·la, desconeixia l'època en què va viure. L'obra, un romanç en 24 llibres en forma de diàleg entre viatgers, es titulava Τὰ ὑπὲρ Θoύλην ἄπιστα ('Viatge més enllà de Tule'), que Foci lloa per la claredat de les seves descripcions.